# Första intendenturkompaniet
Första intendenturkompaniet (Int 1) var ett intendenturförband inom svenska armén som verkade i olika former åren 1915–1949. Förbandsledningen var förlagd i Stockholms garnison i Stockholm.

## Historia
Första intendenturkompaniet härstammar från den kommissarieskola som bildades 1902 vid Göta livgarde (I 2). Kommissarieskolan omorganiserades den 1 november 1912 till intendenturskolan. Genom 1914 års härordning blev Intendenturtrupperna ett självständigt truppslag bestående av fyra kompanier, däribland ett intendenturkompani i Stockholm. Inför regeringens proposition 1924 föreslog regeringen för riksdagen att Första intendenturkompaniet skulle förläggas till Örebro garnison och samlokaliseras med Livregementets grenadjärer. Det med bakgrund till att intendenturkompaniets förläggning i Fredikshov slott ej ansågs lämplig, samt att regeringen menade på att någon annan förläggning i Stockholm ej fanns att tillgå. Vidare ansåg regeringen att Örebro låg bra till centralt ur mobiliseringssynpunkt, vilket skulle underlätta för intendenturkompaniet genom samövningar med bland annat Svea trängkår. Propositionen röstades dock ned av riksdagen, vilket fick även fick Regeringen Trygger att avgå. Genom 1925 års härordning utgick ett kompani, samt att de kvarvarande kompanierna numrerades. Intendenturkompani i Stockholm tilldelades namnet Första intendenturkompaniet. 
Genom försvarsbeslutet 1948 upplöstes både intendenturtrupperna och tygtrupperna som truppslag, och verksamheten uppgick i trängtrupperna. Första intendenturkompaniet upplöstes den 1 oktober 1949, och kompaniet fördelades mellan Svea trängregemente (T 1) samt Skånska trängregementet (T 4).

## Verksamhet
Första intendenturkompaniet svarade för förplägnadstjänst, drivmedelstjänst samt intendenturmaterieltjänst. Den 6 april 1946 förlades truppslagets skolutbildning till kompaniet, i form av Intendenturtruppernas kadettskola. Vilken omorganiserades den 29 mars 1946 till Intendenturtruppernas officersaspirantskola (IntOAS). Båda skolorna hade endast utbildning under sommarhalvåret. I samband med att kompaniet upplöstes 1949, överfördes värnpliktsutbildningen till Trängtrupperna, medan skolan uppgick i Underhållstruppernas kadettskola (UhKS) i Linköping.

## Förläggningar och övningsplatser

### Förläggning
I samband med att Kommissarieskolan omorganiserades till intendenturskolan, kom skolan 1912 att förläggas till Fredrikshovs slott. Skolan och från 1915, kompaniet, hade verksamhet även vid Arméns intendenturförråd på Skeppsholmen samt vid Kronobageriet på Sibyllegatan 2. Den 1 juni 1928 förlades kompaniet till västra flygeln vid Göta livgardes (I 2) kaserner vid Linnégatan 89. Delar av kompaniet var denna tid även förlagda till det avvecklade Livregementets dragoners kasernen (Dragongården) på Ladugårdsgärde. Åren 1941–1946 förlades kompaniet till ett nyuppfört barackläger i Åbyskogen (då benämnd Prästgårdsskogen) vid Nynäsvägen i Västerhaninge. Baracklägret bestod av drygt 20 byggnader där nio byggnader utgjorde manskapsbarack. Respektive manskapsbarack hade en kapacitet för 50 personer. År 1944 uppfördes ett nytt kasernområde till kompaniet vid Enköpingsvägen 14 i Bagartorp. Den 1 september 1944 flyttade kompaniet officiellt in i sin nya förläggning i Bagartorp. Efter att kompaniet upplöstes, kom kasernområdet användas av Infanteriets kadettskola (InfKAS) och senare Värnpliktsverket. Baracklägret i Västerhaninge revs någon gång under 1960-talet för att ge plats åt skola och lägenheter.

### Övningsplatser
Första intendenturkompaniet hade sin huvudsakliga övningsplats på Järva skjutfält.

## Heraldik och traditioner
Första intendenturkompaniet blev aldrig tilldelade någon egen fana eller standar. Utan bar svenska fanan som sin fana. Fanan var tillverkad i siden. Vitmålad stång på vilken fanduken är fastspikad utan omrullning. Spetsen försedd med Gustav V:s namnchiffer. Fanan tillsammans med kompaniets traditioner överfördes vid avvecklingen till Svea trängregemente (T 1).

## Förbandschefer
Kompanichefer vid Första intendenturkompaniet åren 1915–1949.

- 1915–1917: Gustaf Lindström
- 1917–1922: Knut Henning Arntz
- 1922–1925: Karl Aron Knutsson-Hall
- 1925–1927: Wilhelm Haldan Alvarez Lindencrona
- 1928–1933: Frans Allan Sandström
- 1933–1934: David Einar Perfect
- 1934–1936: Nils Einar Jönnick
- 1936–1937: Carl Jonas Wilhelm Norlander
- 1937–1939: Hans Gösta Werner Callmer
- 1939–1942: Rudolf Busck
- 1942–1945: Gustaf Elis Huberth
- 1945–1948: Stig Wilén
- 1948–1949: Carl Harry Paterson

## Namn, beteckning och förläggningsort
| Intendenturkompaniet i Stockholm | 1915-10-14 | – | 1927-12-31 |
| Första intendenturkompaniet      | 1928-01-01 | – | 1949-10-01 |

| Int 1 | 1915-10-14 | – | 1949-10-01 |

| Stockholms garnison (F) | 1915-10-14 | – | 1949-10-01 |
| Järva skjutfält (Ö)     | 1915-10-14 | – | 1949-10-01 |

## Galleri

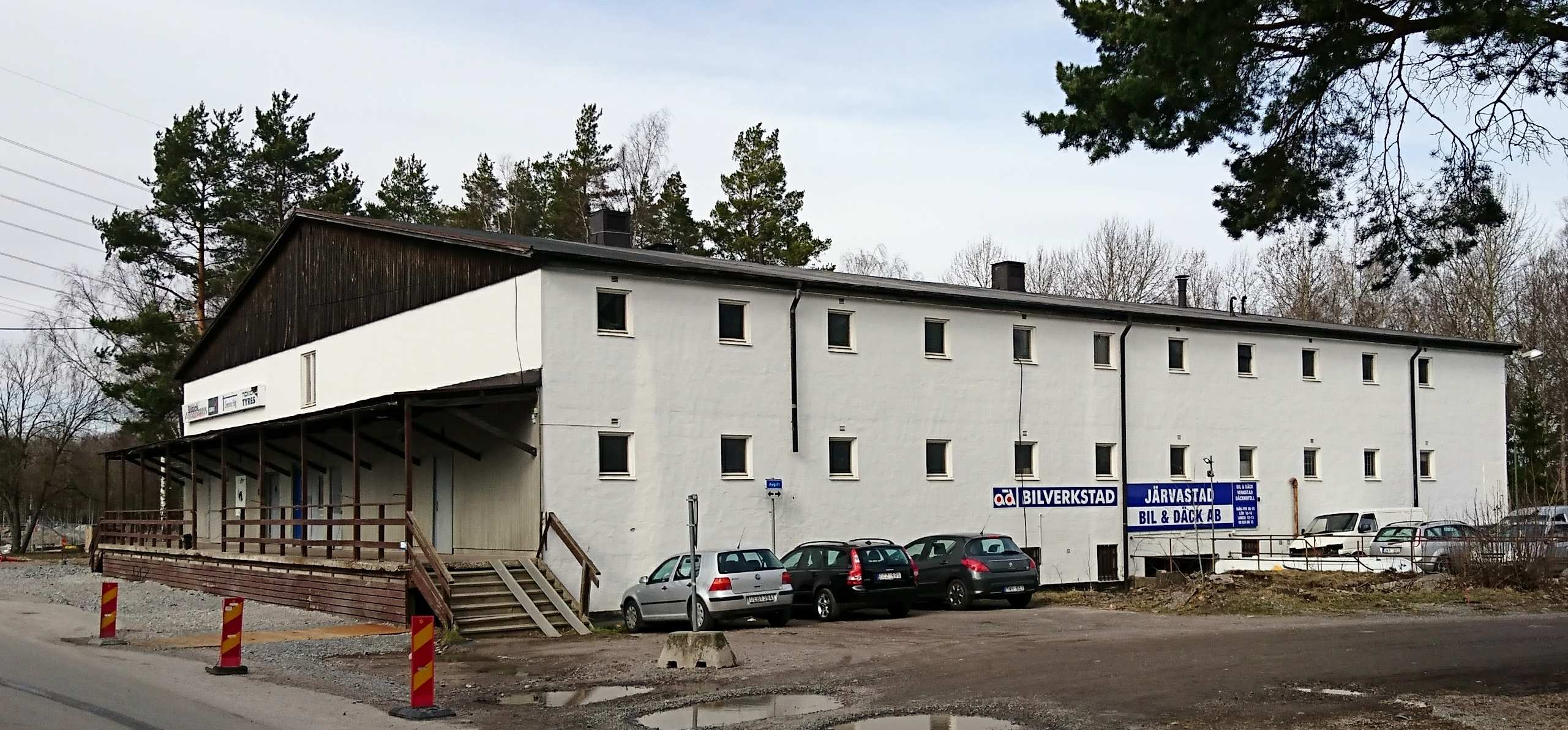
Förrådsbyggnad vid kompaniets förläggning i Bagartorp
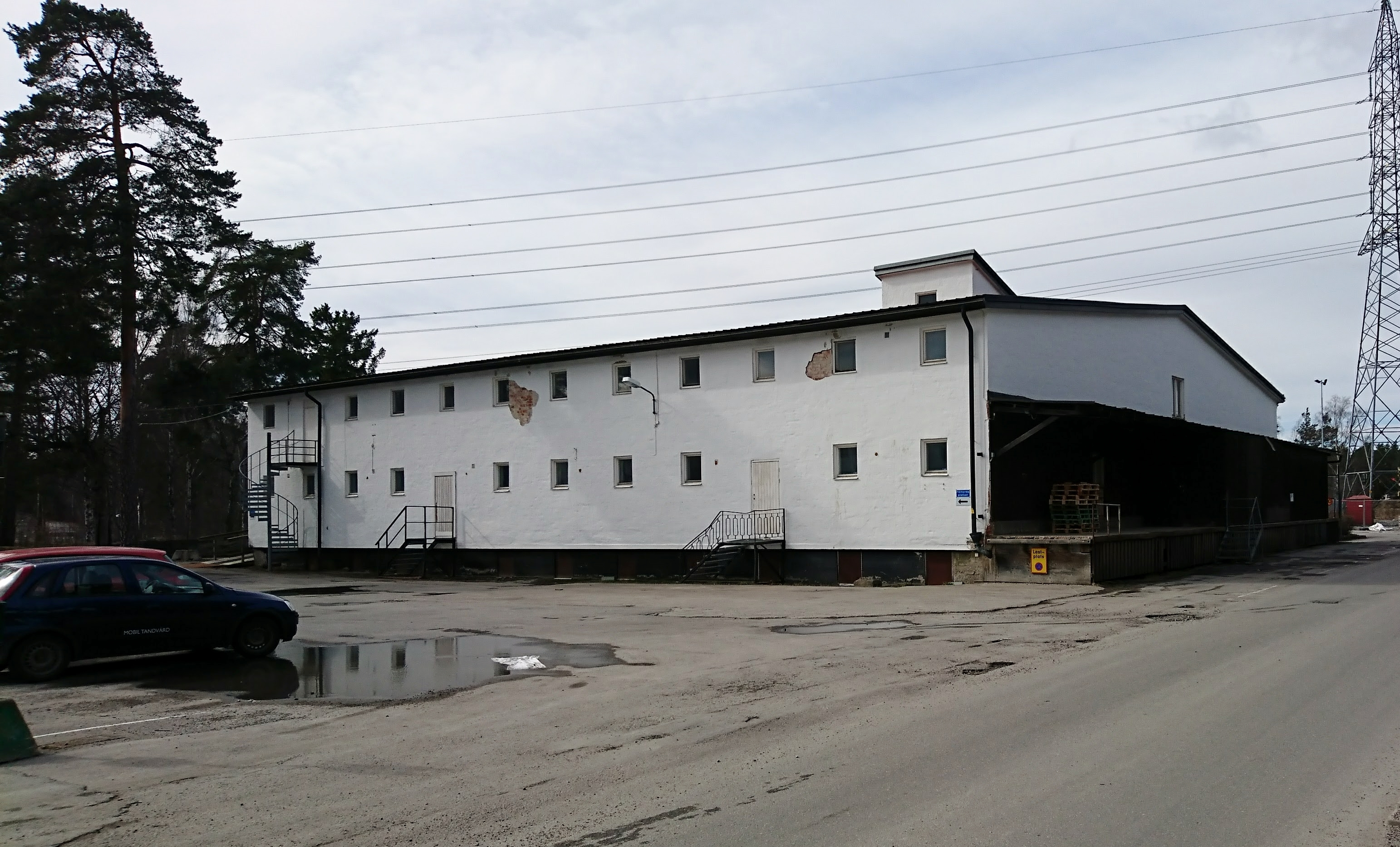
Förrådsbyggnad vid kompaniets förläggning i Bagartorp
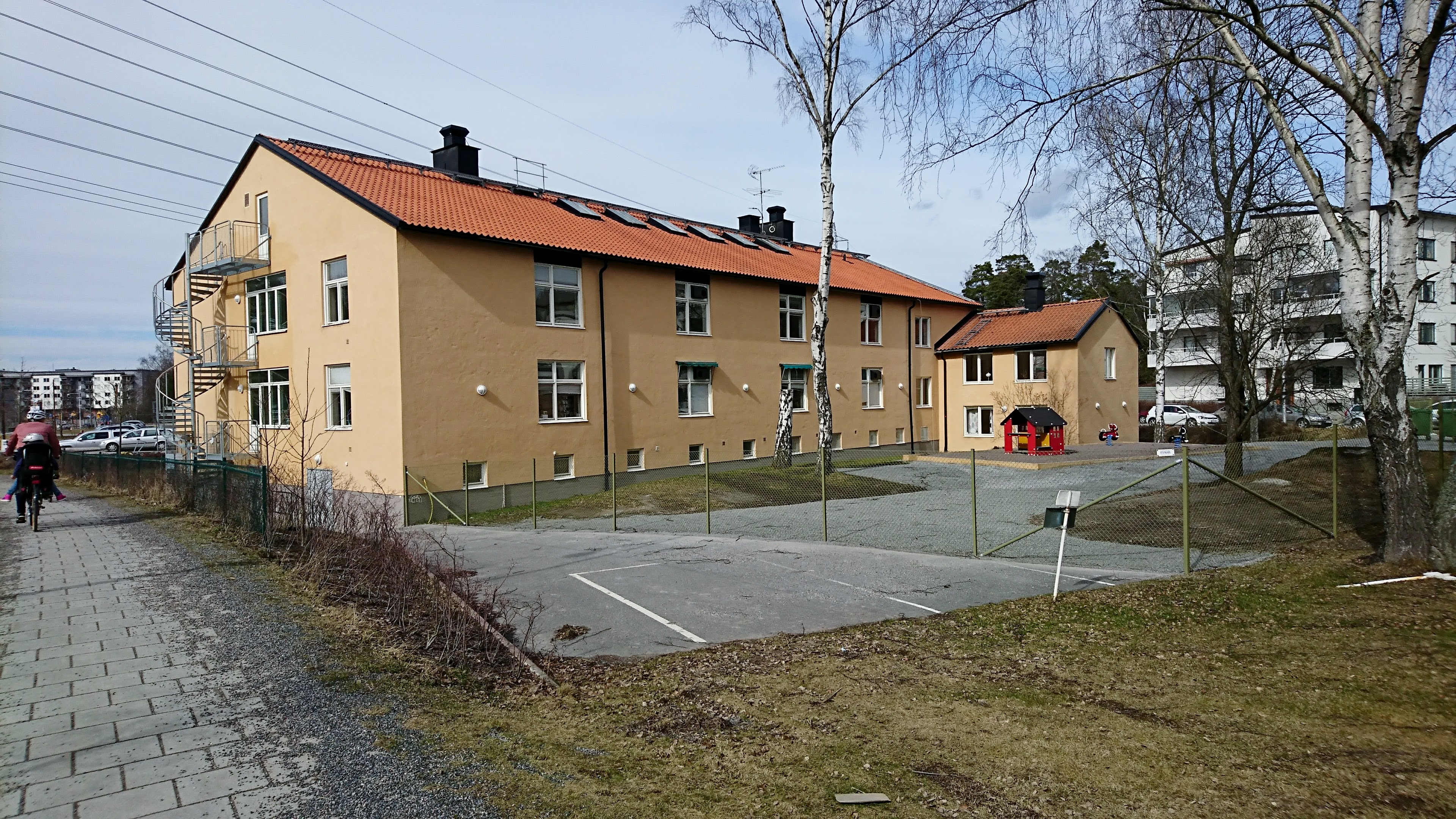
Kasern vid kompaniets förläggning i Bagartorp
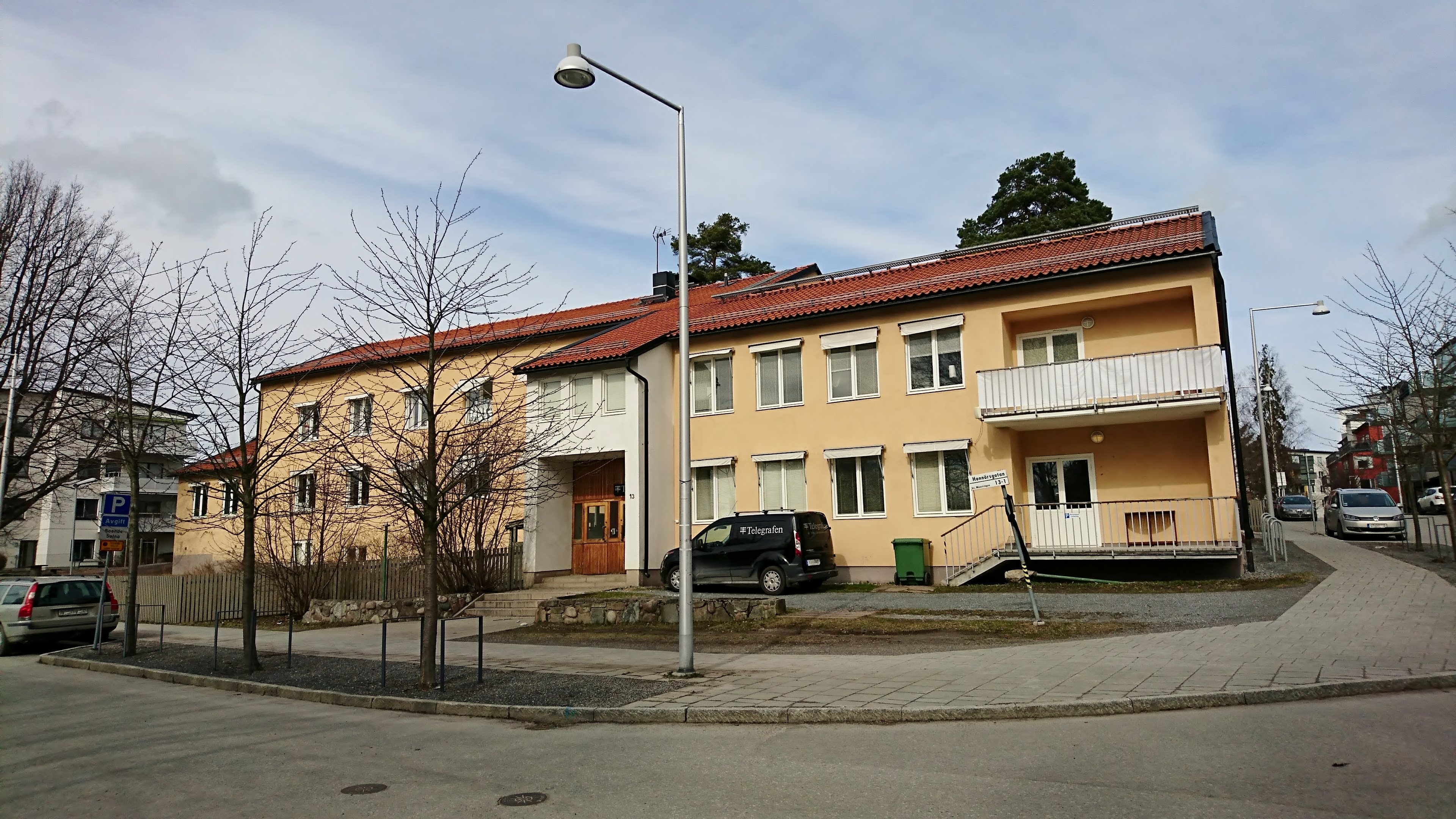
Kasern vid kompaniets förläggning i Bagartorp
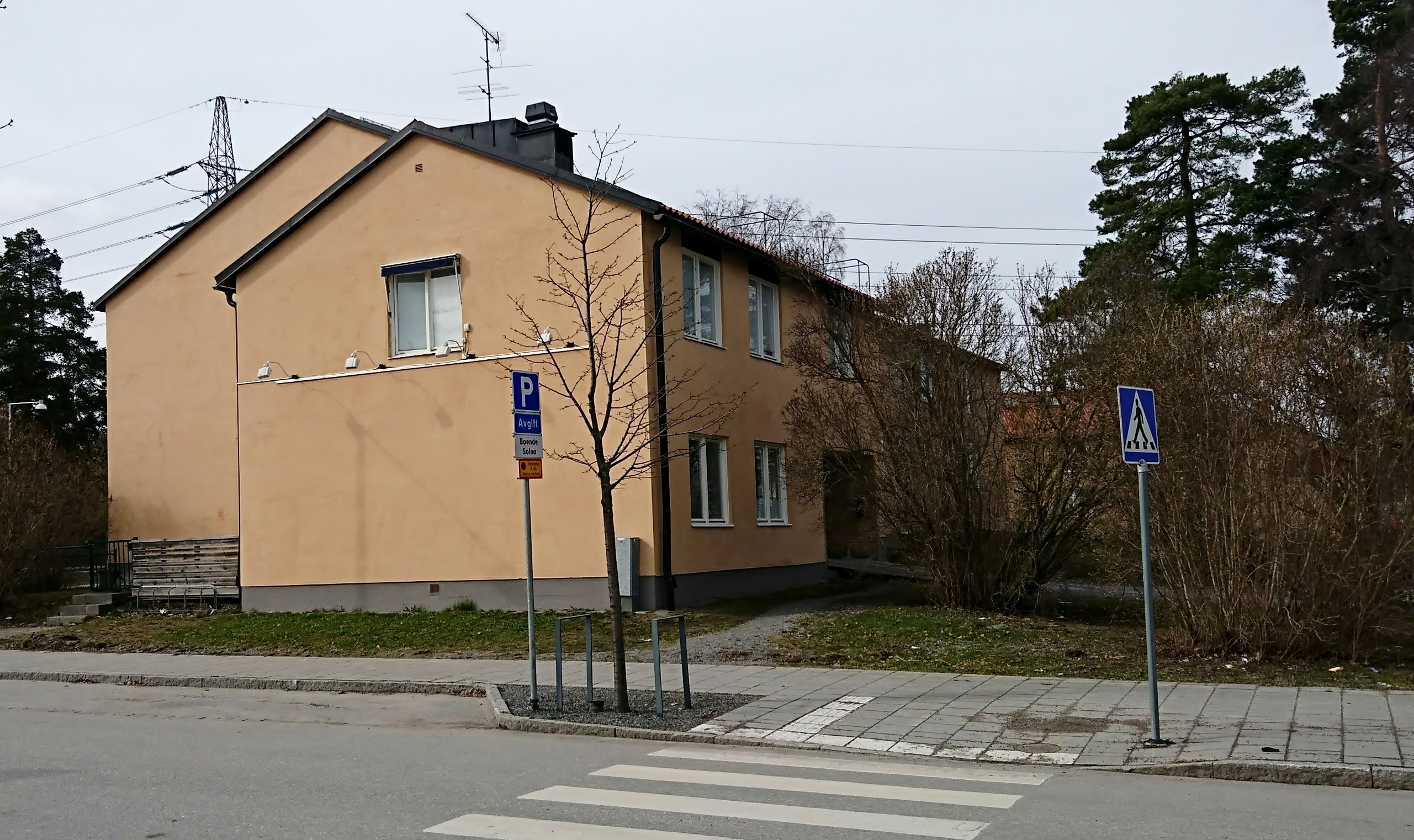
Kasern vid kompaniets förläggning i Bagartorp
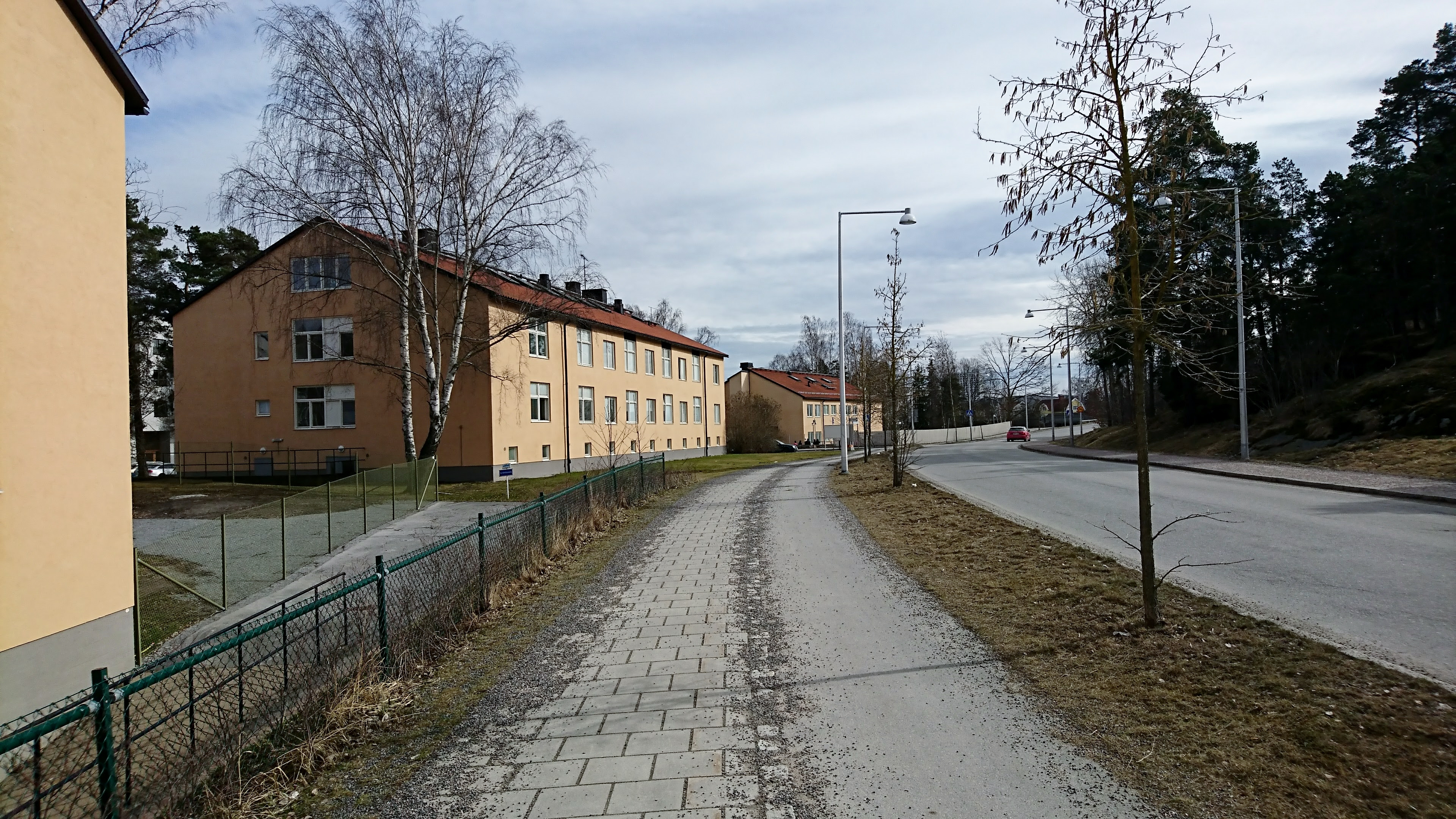
Kaserner vid kompaniets förläggning i Bagartorp